# Eptatretus grouseri
Eptatretus grouseri – gatunek bezżuchwowca z rodziny śluzicowatych (Myxinidae).

## Zasięg występowania
Znany jedynie z okolic Wysp Galapagos.

## Cechy morfologiczne
Osiąga maksymalnie 37,8 cm długości. 5 lub 6 par worków skrzelowych. 76–77 gruczoły śluzowe – 12–13 przedskrzelowych, skrzelowych 4–5, 44–46 tułowiowych i 14–15 ogonowych. Fałda brzuszna szczątkowa; fałda ogonowa dobrze rozwinięta.

## Biologia i ekologia
Występuje na głębokości do 722 m.